# 缪瑞林
缪瑞林（1964年11月24日—），男，汉族，江苏如东人，中华人民共和国政治人物。南京农业大学土地资源管理专业在职研究生学历，管理学博士学位，高级农艺师。曾任宿迁市人民政府市长、中共宿迁市委书记，中共南京市委副书记、南京市人民政府市长，江苏省人民政府副省长、党组成员等职。曾是中共十八大代表；第十一届、十二届、十三届全国人大代表；第十三届中共江苏省委委员；江苏省第十二届、十三届人大代表。

## 仕途
1980年9月，进入江苏农学院（现扬州大学）农学系农学专业学习。1984年3月加入中国共产党，1984年7月参加工作。
1984年7月，任江苏省农林厅农业局综合科科员。1987年5月，任江苏省农林厅农业局综合科副科长。1989年9月，任江苏省农林厅农业局综合科科长。1990年8月，任江苏省农林厅农业副局长。1991年1月，任江苏省农业资源综合开发管理局资源综合开发管理处处长。1996年3月，任江苏省农物业资源开发管理处处长。1997年6月，任江苏省农业资源开发局副局长、党组成员。2000年6月，任江苏省农业资源开发局副局长、党组副书记。2001年6月，任江苏省农业资源开发局局长、党组书记。
2004年3月，任中共宿迁市委副书记、副市长。2006年4月，升任中共宿迁市委副书记、宿迁市人民政府代市长。2007年1月，正式当选为宿迁市人民政府市长。2011年4月，升任中共宿迁市委书记。2012年1月，当选为宿迁市人大常委会主任。2013年1月，升任江苏省人民政府副省长，晋升为副省级。
2013年12月26日，被任命为中共南京市委副书记、南京市人民政府副市长、代市长。2014年1月16日，正式当选为南京市人民政府市长，成为当时最年轻的副省级城市政府一把手。2014年3月，补选为第十二届全国人民代表大会代表。2018年1月17日，不再担任中共南京市委副书记、南京市人民政府市长、江北新区管委会主任，由蓝绍敏接任。
2018年1月，再度出任江苏省人民政府副省长一职。由于这一职务与其出任南京市人民政府市长前的职务相同，导致有媒体在其落马后调侃称：从副省长任上来，又到副省长任上去，明显是遭组织“退货”。这一人事安排，并不符合常规。他的“退货”，也为他的落马埋下伏笔。2018年2月，当选为第十三届全国人民代表大会代表。

## 落马
2018年11月15日，因涉嫌严重违纪违法，缪瑞林接受中央纪委国家监委纪律审查和监察调查。
他也成为中共十八大以来，江苏省第五位落马的“中管干部”，也是继仇和之后又一名曾经担任中共宿迁市委书记的落马“中管干部”，南京市也在“书记市长双双落马”之后，又经历了“连续两任市长落马”。
2019年4月28日，缪瑞林被开除党籍和公职，他江苏省第十三次党代会代表、南京市第十四次党代会代表的资格亦被一同终止。2019年5月14日他被检察机关决定逮捕。2019年6月24日此案提起公诉。
2019年8月7日，山东省青岛市中级人民法院一审公开开庭审理了缪瑞林受贿案。青岛市人民检察院指控：2005年至2016年，缪瑞林在担任领导职务期间，利用职务便利，收受贿赂共计折合人民币720余万元。
2019年11月19日，山东省青岛市中级人民法院依法以受贿罪判处缪瑞林有期徒刑十年零六个月，并处罚金人民币70万元。他当庭认罪悔罪，并表示不上诉。

## 个人生活
缪瑞林曾经向媒体公开透露过他的个人生活：“我每天晚上大概11点半休息，早上6点半起床，7点半到办公室，中午不午休，晚上7点半离开办公室，回家以后吃饭，然后稍微看会儿电视和报纸，接着就是50分钟的走路或者跑步。”